# 406 a.C.
Il 406 a.C. (CDVI a.C. in numeri romani) è un anno  del V secolo a.C.

## Eventi
- Grecia
  - Dopo la sconfitta di Nozio, ad Atene Alcibiade è esautorato.
  - Nella battaglia delle Arginuse gli Ateniesi ottengono la loro ultima vittoria.
  - Nel processo delle Arginuse vengono condannati a morte sei dei migliori generali ateniesi.
- Sicilia
  - Un'eruzione dell'Etna raggiunse la città di Catania e interrompendo il corso del fiume Amenano, creò un lago del diametro di circa 2,5 chilometri.
  - Termina l'assedio di Akragas.
  - Dionigi I diventa tiranno di Siracusa.
- Roma
  - Tribuni consolari Publio Cornelio Rutilo Cosso, Numerio Fabio Ambusto e Lucio Valerio Potito II e Gneo Cornelio Cosso
  - Riprende la guerra contro Veio; Roma conquista e saccheggia Anxur

## Morti
- Aristocrate di Atene, politico e ammiraglio ateniese
- Callicratida, ammiraglio spartano (n. 451 a.C.)
- Diomedonte, ammiraglio ateniese
- Erasinide, ammiraglio ateniese
- Euripide, drammaturgo greco antico (n. 485 a.C.)
- Lisia, ammiraglio ateniese
- Annibale Magone, condottiero e re cartaginese
- Pericle il Giovane, ammiraglio e politico ateniese
- Sofocle, drammaturgo greco antico (n. 496 a.C.)
- Trasillo, ammiraglio e politico ateniese